# Jean-Baptiste Vallin de la Mothe
Jean-Baptiste Michel Vallin de la Mothe (ur. 1729 w Angoulême, zm. 7 maja 1800 tamże) – francuski architekt, działający głównie w Petersburgu, kuzyn nauczyciela architektury Jacques-François Blondela (u którego prawdopodobnie pobierał nauki przedmiotu); od 1766 nadworny architekt cesarzowej Katarzyny II.

## Życiorys
Począwszy od 1750 spędził dwa lata na studiach w Akademii Francuskiej w Rzymie. Po powrocie do Paryża był jednym z architektów, którzy mieli zaszczyt zaprezentować własny projekt Placu Ludwika XV (obecnie Place de la Concorde). W 1759 zaakceptował ofertę rosyjskiego ambasadora Aleksego Piotrowicza Bestużew-Riumina, która dotyczyła dawania lekcji architektury w Petersburgu. Jedną z pierwszych prac w Petersburgu jakich się podjął Vallin de la Mothe było dostosowanie projektów Blondela na potrzeby Akademii Sztuk Pięknych w Petersburgu – kluczowej inwestycji, wykonywanej w latach 1765-1772, na zlecenie mecenasa rosyjskiego Oświecenia Iwana Szuwałowa. Jako profesor Akademii uczył wielu rosyjskich architektów, którzy następnie byli zaliczani do najznamienitszych twórców swoich czasów, m.in. Iwana Starowa oraz Wasilija Bażenowa; dał impuls wielu młodym obiecującym rosyjskim studentom do wyjazdu do Paryża, gdzie pobierali nauki u mistrza przedmiotu Charlesa De Wailly, co w konsekwencji odcisnęło piętno na rosyjskim neoklasycyzmie.
Jego pracami była oczarowana Katarzyna II Wielka, która zatrudniła go do rozbudowy Pałacu Zimowego leżącego naprzeciw Akademii, po drugiej stronie Newy. Budowla, która powstała – zwana Małym Ermitażem – jest najsłynniejszą pracą architekta. Była od samego początku miejscem, w którym caryca Rosji przechowywała swoją imponująca kolekcję sztuki. Z czasem zbiór rozrósł tak bardzo, że należy obecnie do największych na świecie. Państwowe Muzeum Ermitażu posiada ponad 3 mln dzieł sztuki i jest odwiedzane co roku przez setki tysięcy turystów z całego świata. Część kompleksu stanowią pomieszczenia zaprojektowane przez Vallina de la Mothe.

## Wybrane projekty architektoniczne
- Gostinyj Dwor – słynny dom towarowy w Petersburgu
- Pałac Razumowskiego w Baturynie
- Pałac Czernyszyłowa
- Pałac Szuwałowa, przebudowany następnie na pałac Jusupowów nad rzeką Mojka w Petersburgu[4] (miejsce gdzie został zamordowany Grigorij Rasputin[5])
- Łuk Nowej Holandii
- Kościół św. Katarzyny w Sankt Petersburgu (projekt został rozwinięty i ukończony przez Antonio Rinaldiego)

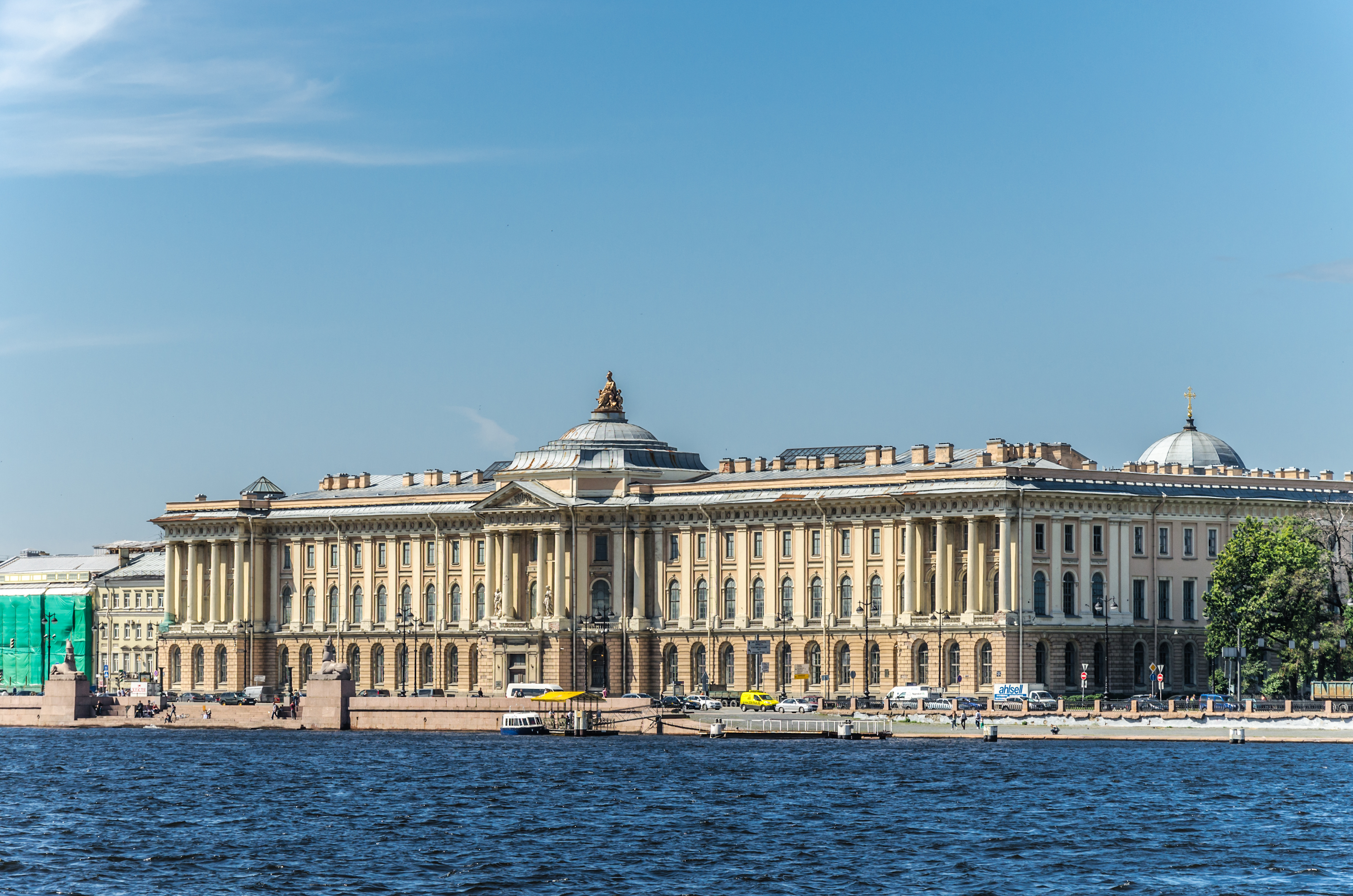
Akademia Sztuk Pięknych w Petersburgu.
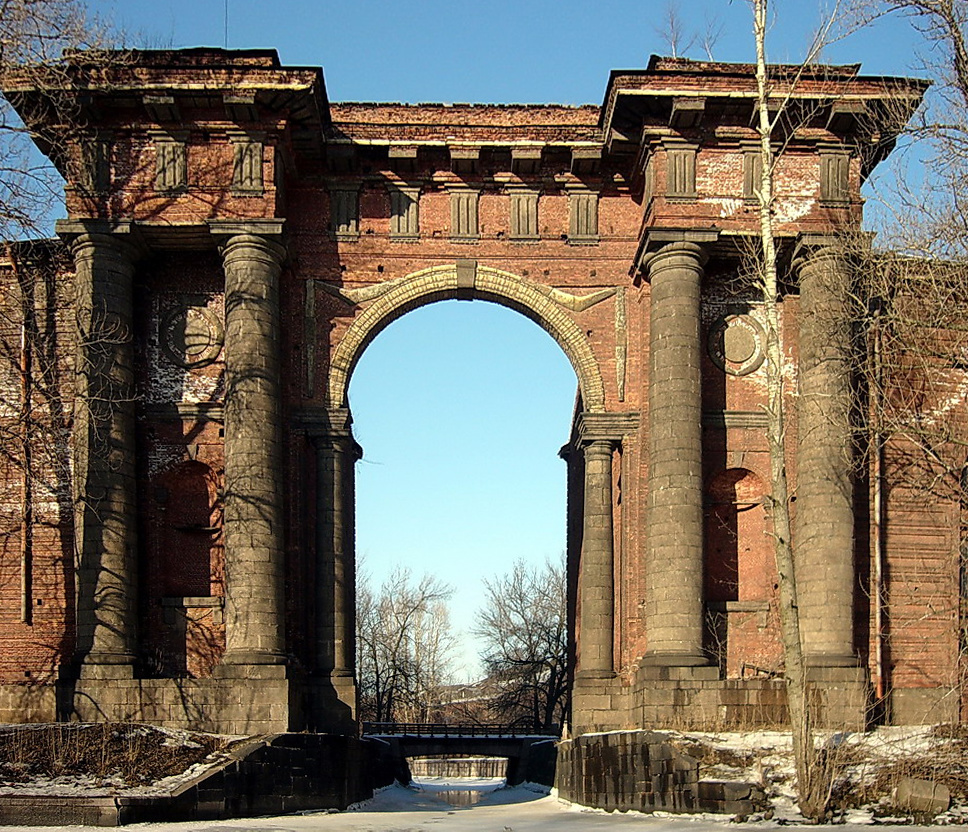
Łuk Nowej Holandii.
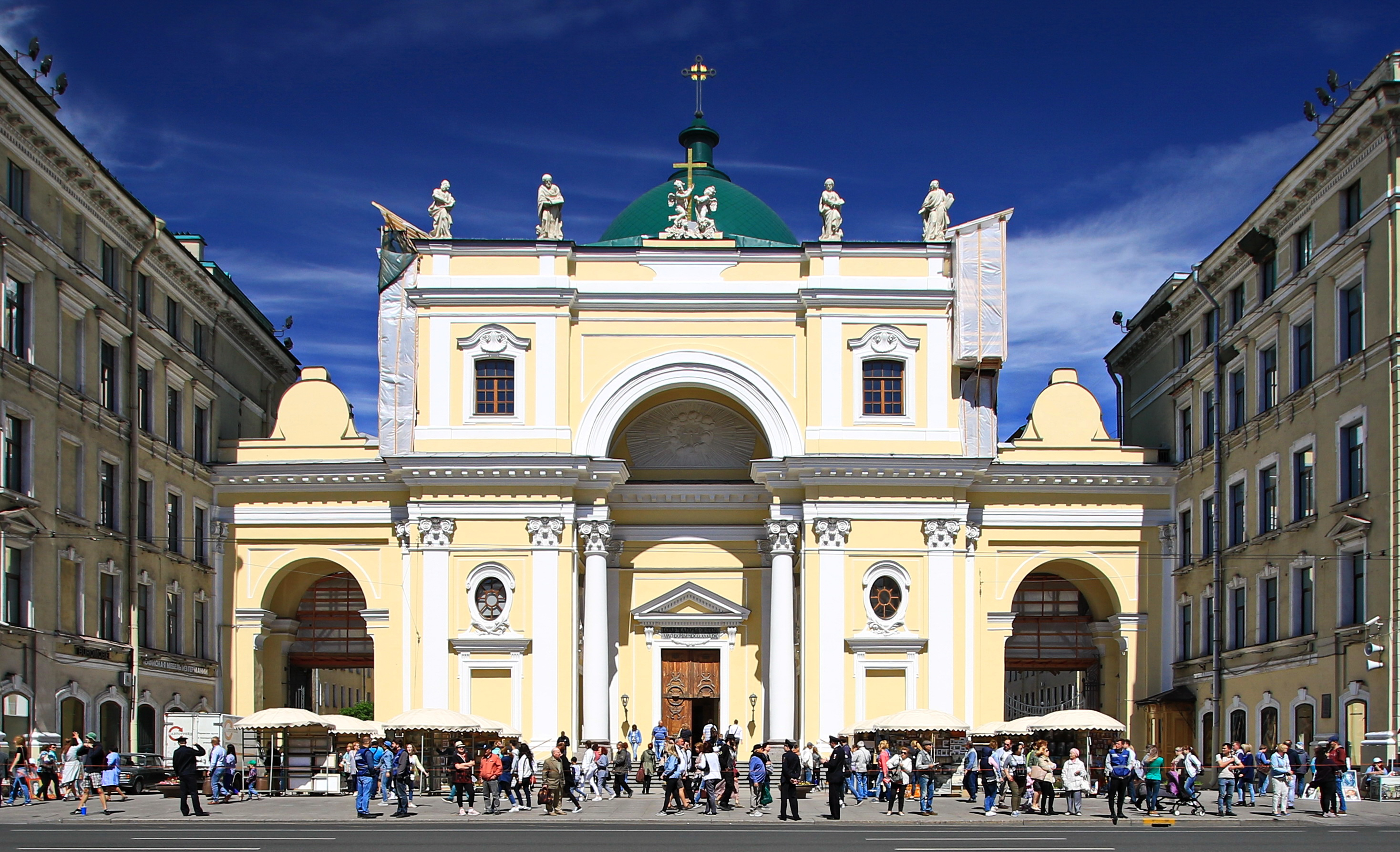
Kościół św. Katarzyny w Sankt Petersburgu.